# اچ‌ام‌اس آشیل (اف۱۲)
اچ‌ام‌اس آشیل (اف۱۲) (به انگلیسی: HMS Achilles (F12)) یک کشتی بود. این کشتی در سال ۱۹۶۸ ساخته شد.